# Wapen van Schraard

Wapen van Schraard

Het wapen van Schraard is het dorpswapen van het Nederlandse dorp Schraard, in de Friese gemeente Súdwest-Fryslân. Het wapen werd in 1969 geregistreerd.

## Beschrijving
De blazoenering van het wapen in het Fries luidt als volgt:
Yn grien rjochts-skean oardere fan boppen nei ûnderen in gouden seispuntige stjer, in sulveren roas en in gouden leelje.
De Nederlandse vertaling luidt als volgt: 
In groen rechts-schuin geordend van boven naar onderen een gouden zespuntige ster, een zilveren roos en een gouden lelie.
De heraldische kleuren zijn: sinopel (groen), goud (goud) en zilver (zilver).

## Symboliek
- Groen veld: staat voor het grasland rond het dorp.[2]
- Ster, roos en fleur de lis: ontleend aan het wapen van het geslacht Van Aylva dat ten noorden van het dorp een stins bewoonde.[2]

Het wapen van Van Aylva.

## Zie ook

Vlag van Schraard